# Autódromo Rosendo Hernández
Der Autódromo Rosendo Hernández ist eine permanente Motorsport-Rennstrecke in San Luis in Argentinien.

## Geschichte
Die Rennstrecke wurde im Jahr 2003 eröffnet und war bereits im ersten Jahr ihres Bestehens Austragungsort der Turismo Carretera, doch aufgrund verschiedener Probleme mit der Anlage war die Rennserie im darauffolgenden Jahr nicht mehr zugegen. 2006 wurde der Autódromo vorübergehend geschlossen, um Renovierungsarbeiten durchzuführen, die unter anderem der Verbesserung der Sicherheit dienten. Im Folgejahr wurden wieder Rennen der meisten großen argentinischen Rennserien, wie der TC2000 und der Turismo Nacional ausgetragen.
2014 war die Strecke Austragungsort der FIA World Rallycross Championship.

## Strecke
Die ursprüngliche Strecke war technisch zwar anspruchsvoll, flach und sehr eng. Aufgrund des in San Luis vorherrschenden Kontinentalklimas kamen immer wieder Staubwolken auf, die für die Fahrer problematisch waren.
Mit den Renovierungen wurde die Länge auf 4,5 Kilometer verkürzt, viele Sicherheitsmaßnahmen vorgenommen und die Strecke breiter gemacht.